# لوسيان بوشاردو
لوسيان بوشاردو (بالفرنسية: Lucien Bouchardeau)‏، من مواليد 18 ديسمبر 1961، حكم كرة قدم دولي سابق، وهو من النيجر.
حكم في كأس العالم لكرة القدم 1998.

## روابط خارجية
- لوسيان بوشاردو على موقع Soccerway.com (الإنجليزية)
- لوسيان بوشاردو على موقع عالم كرة القدم.نت (الإنجليزية)
- لوسيان بوشاردو على موقع أوليمبيديا (الإنجليزية)